# Calendario lunar
Un calendario lunar es un calendario basado en los ciclos mensuales de las fases de la Luna (meses sinódicos, lunaciones), a diferencia de los calendarios solares, cuyos ciclos anuales se basan únicamente directamente en el año solar.  
En el calendario lunar, cada lunación corresponde a un «mes lunar»; es decir, a cada período comprendido entre dos momentos en que la luna se halla exactamente en la misma fase (sea esta creciente o menguante) se le llama «mes lunar». Cada mes lunar corresponde a 29,53 días solares. 
Las fases lunares se producen por la interacción entre los movimientos del sol, la luna y la tierra. En un año la luna realiza trece recorridos en torno a la tierra. La luna hace un giro alrededor de la tierra en 28 días aproximadamente, pero como la tierra avanza en su recorrido solar, a los 28 días hay que sumar un día y medio aproximadamente para que se repita la misma fase entre sol, tierra y luna.
Normalmente, conocemos cuatro tipos de fase lunar, que son la luna nueva, cuarto creciente, luna Llena y cuarto menguante. A lo largo de los 29,5 días que dura el ciclo lunar, la Luna pasa por infinitas fases intermedias a las cuales la tradición no ha sabido poner nombre. Este es el motivo de que los astrónomos se refieran a las fases lunares en porcentaje de iluminación. De ese modo, la luna nueva es 0%, la llena es 100%, y tanto creciente como menguante son 50%.
El «mes lunar» siempre fue utilizado por los seres humanos para calcular ciertas regularidades en la Naturaleza, como el ciclo sexual de las mujeres o las mareas. El comienzo del mes lunar es un punto arbitrario que varía según la cultura; así, por ejemplo, el calendario chino y el calendario egipcio consideran a la luna nueva (es decir, al primer día en que la luna no se ve en el cielo) como el comienzo del mes, mientras que otros calendarios lunares y lunisolares toman como primer día del mes a la primera luna creciente.
La mayoría de las culturas tuvieron y tienen un calendario lunisolar; es decir, calendarios que no solo tienen en cuenta los ciclos de la luna, sino también los del sol, que determinan las estaciones. Como suele haber doce meses lunares por cada año solar, a la repetición de doce lunas se la llamó año lunar. Ahora bien, como los años lunares no coinciden con los años solares, cada tanto hay un año solar con trece lunas; los calendarios lunisolares, a pesar de guiarse según los meses de la luna, añaden cuando corresponde un mes al año, que se intercala, para que el comienzo del nuevo año solar tenga doce lunas. Los calendarios chino, hindú y judío son lunisolares. En la cultura occidental cristiana, si bien el calendario es solar para la mayoría de los efectos prácticos, ciertas fechas (como la Pascua) se fijan según un calendario lunisolar.
Los calendarios estrictamente lunares son los que consideran un año por cada doce meses lunares, como el calendario incaico o el musulmán.
Entre 2013 y 2015 se descubrió un calendario lunar en el castillo de Crathes (Escocia), que data del año 8000 a. C.

## Inicio del mes lunar
Los calendarios lunares y lunisolares difieren en cuanto a qué día es el primer día del mes. En algunos calendarios lunisolares, como el chino, el primer día del mes es el día en que se produce una luna nueva astronómica en una zona horaria determinada. En otros, como algunos calendarios hindúes, cada mes comienza el día después de la luna llena. Otros se basan en el primer avistamiento del creciente lunar, como el calendario lunar Hijri (e, históricamente, el calendario hebreo).

## Duración del mes lunar
Advertencia: Esta sección puede contener investigación original
La duración de cada ciclo lunar varía ligeramente del valor medio. Además, las observaciones están sujetas a la incertidumbre y a las condiciones meteorológicas. Por ello, para evitar la incertidumbre sobre el calendario, se ha intentado crear reglas aritméticas fijas para determinar el comienzo de cada mes del calendario.
La duración media del mes sinódico es de 29,53059 días, por lo que es conveniente que los meses alternen generalmente entre 29 y 30 días (a veces denominados respectivamente "huecos" y "llenos"). La distribución de los meses huecos y llenos puede determinarse utilizando fracciones continuas, y examinando las aproximaciones sucesivas de la duración del mes en términos de fracciones de día.
En la tabla siguiente, la primera columna ofrece una secuencia de tales fracciones continuadas. Para elaborar un calendario a partir de cada una de ellas, hay que tomar el número de días dado en el numerador y dividirlo entre el número de meses dado en el denominador. La segunda columna muestra, como referencia, la duración de ese ciclo en años y días. La siguiente columna doble muestra cuántos de los meses deben estar llenos y cuántos deben estar vacíos; en cada caso, sólo hay una combinación posible (no importa cómo estén ordenados dentro del ciclo).
La siguiente columna muestra el valor decimal de cada fracción; es decir, la duración media efectiva de un mes a lo largo de un ciclo. Se observa que cada valor sucesivo se acerca más a la duración del mes sinódico. Finalmente, las dos últimas columnas muestran aproximadamente cuánto tiempo tardarán (suponiendo que se siga el patrón con exactitud) los meses del calendario en estar a un día de distancia del mes sinódico, y en qué dirección estarán. 
| Fracción            | Duración de un ciclo en años y días           | Número de meses de | Número de meses de | duración media del mes del calendario en días | Una vez este tiempo ha transcurrido | El calendario será de                  |
| Fracción            | Duración de un ciclo en años y días           | 30 días (completo) | 29 días (hueco)    | duración media del mes del calendario en días | Una vez este tiempo ha transcurrido | El calendario será de                  |
| ------------------- | --------------------------------------------- | ------------------ | ------------------ | --------------------------------------------- | ----------------------------------- | -------------------------------------- |
| 29 días1 mes        | 0 años, 29 días                               | 0                  | 1                  | 29                                            | 2 meses                             | 1 día por delante de las fases lunares |
| 30 días1 mes        | 0 años, 30 días                               | 1                  | 0                  | 30                                            | 2 meses                             | 1 día por detrás de las fases lunares  |
| 59 días2 meses      | 0 años, 59 días                               | 1                  | 1                  | 29.5                                          | 2.6 años                            | 1 día por delante de las fases lunares |
| 443 días15 meses    | 1 año no bisiesto + 78 días                   | 8                  | 7                  | 29.53333...                                   | 30 años                             | 1 día por detrás de las fases lunares  |
| 502 días17 meses    | 1 año no bisiesto + 137 días                  | 9                  | 8                  | 29.529 411 764                                | 70 años                             | 1 día por delante de las fases lunares |
| 945 días32 meses    | 2 años no bisiestos + 215 días                | 17                 | 15                 | 29.53125                                      | 122 años                            | 1 día por detrás de las fases lunares  |
| 1447 días49 meses   | 3 años no bisiestos + 352 días                | 26                 | 23                 | 29.530 612 255                                | 3000 años                           | 1 día por detrás de las fases lunares  |
| 25101 días850 meses | 68 años incl. 17 años no bisiestos + 264 días | 451                | 399                | 29.530 588 235                                | 31,000 años                         | 1 día por detrás de las fases lunares  |

Estas fracciones pueden utilizarse para construir un calendario lunar, o en combinación con un calendario solar para producir un calendario lunisolar. Isaac Newton propuso hacia 1700 un ciclo de 49 meses como base de un cómputo alternativo de la Pascua.[9][cita requerida] El ciclo de 360 meses del calendario tabular islámico equivale a 24 de los ciclos de 443 días⁄15 meses, menos una corrección de un día. El resultado es de 10.631 días (29 años, incluyendo 7 años bisiestos + 39 días) con 191 meses de 30 días y 169 meses de 29 días.[cita requerida]

## Calendarios lunisolares
La mayoría de los calendarios conocidos como calendarios "lunares" son, en realidad, calendarios lunisolares. Sus meses se basan en observaciones del ciclo lunar, y se utiliza la intercalación periódica para restablecer su concordancia general con el año solar. El calendario solar "cívico" utilizado en el antiguo Egipto mostró rastros de su origen en el calendario lunar anterior, que continuó utilizándose junto con él para fines religiosos y agrícolas. Los calendarios lunisolares actuales incluyen los calendarios chino, coreano, vietnamita, hindú, hebreo y tailandés.
La forma más común de intercalación consiste en añadir un mes adicional cada dos o tres años. Algunos calendarios lunisolares también se calibran según eventos naturales anuales que se ven afectados tanto por los ciclos lunares como por el ciclo solar. Un ejemplo de esto es el calendario lunisolar de las Islas Banks, que incluye tres meses en los que los gusanos comestibles palolo (Palola viridis) se agrupan en las playas. Estos eventos ocurren en el último cuarto del mes lunar, ya que el ciclo reproductivo de los palolos está sincronizado con la luna.

## Historia
Desde la antigüedad, el ser humano ha observado la diferencia de que los meses lunares desde una luna nueva a la siguiente duran en promedio unos 29,5 días, es decir, unos 29 días completos más 12 horas. Cuando el ser humano comenzó a identificar meses y días, tradujo esos valores medios en días enteros, y así, las soluciones más antiguas revelan calendarios lunares con meses de 30 días y 29 días, alternativamente, lo que mantiene el valor medio de 29,5 días.
En un calendario lunar, cualquier día del mes puede indicarse con un número de serie contando hacia adelante o hacia atrás. En un calendario lunar simple, los meses se numerarían sucesivamente, del 1 al 12, por ejemplo, y los días de cada mes se contarían progresivamente del 1 al 30 o del 1 al 29, aumentando la fecha en 1 unidad hasta el final del mes. También se encuentran calendarios lunares que comenzaron a identificar los meses con nombres propios, como ocurrió con los romanos quienes, desde Rómulo, pusieron nombre a los meses; por ejemplo, el primer mes, en lugar de ser simplemente 1, comenzó a llamarse marzo en referencia al dios Marte.
En el calendario romano anterior a Julio César, cada día se indicaba en relación con las fases principales de la luna, la luna nueva y la luna llena, pero con una cuenta regresiva. Cada mes comenzaba el día de la luna nueva, éste era el día de las calendas y el día 1 de cada mes; por ejemplo, el 1 de enero era el día de las calendas de enero.
La luna llena de cada mes se conmemoraba con la celebración de los Idus; como en aquel calendario romano los meses tenían alternativamente 31 o 29 días, los idus se marcaban aproximadamente a mediados de mes, en los meses de 31 días (el primer mes, marzo, en el tercer mes, mayo, en el quinto mes, quintilis, y en el octavo mes, octubre) el día 15, en los demás meses el día 13. Nueve días antes de los Idus, los romanos conmemoraban las Nonas, que eran el día 7 o 5 de los respectivos meses de 31 o 29 días. Los días restantes del mes se contabilizaron de forma regresiva, indicando cuántos días faltaban para la siguiente referencia, y también de forma inclusiva, es decir, incluyendo la fecha de salida y la fecha de llegada en el cómputo. Ejemplos: el 24 de febrero era el 'sexto día antes de las calendas de marzo', sexto día porque los 5 días entre el 24 y el 28 de febrero están incluidos en el cómputo, más el 1 de marzo, el día de las calendas de marzo. Otros ejemplos: el 15 de marzo era el día de los idus de marzo, el 6 de mayo era la víspera de las nonas de mayo, el 2 de septiembre era el cuarto día antes de las nonas de septiembre, el 20 de octubre era el decimotercer día antes de las calendas de noviembre.
La reforma del anterior calendario romano llevada a cabo por Julio César determinó la introducción de un calendario solar, similar al calendario egipcio, y por tanto las relaciones entre los meses y las lunaciones dejaron de existir. Sin embargo, mantuvo los nombres de los meses, fijó su número en 12 y el tipo de datación con calendas, nonas e idus, pero al cambiar el número de días de varios meses, hubo que rehacer los respectivos cómputos para ajustarse a la duración de cada mes.
En un calendario lunar simple, el día del mes indica la edad de la luna desde la luna nueva; La luna 1 por ejemplo indica el día de la luna nueva, la luna tiene 1 día en ese mes, la luna 14 indica el día 14 de ese mes lunar, que será el día de la luna llena. La celebración de la Pascua en el calendario religioso judío estaba marcada por la 14ª Luna, el día 14 del mes lunar de Nisán, en un calendario lunisolar al comienzo de la temporada de primavera de un calendario solar.
El calendario litúrgico cristiano mantuvo la referencia para la Pascua del calendario lunisolar judío, adaptándolo al calendario juliano utilizado en el Imperio Romano y demarcándolo tras la fecha judía de Pésaj al primer domingo siguiente. La Pascua se celebra así el primer domingo siguiente a la luna llena que se produce el día del equinoccio de primavera o poco después; es decir, el domingo siguiente a la 14ª Luna del primer mes del año litúrgico y que ocurre en el equinoccio de primavera que tiene referencia al 21 de marzo desde el Concilio de Nicea. Así, el día de Pascua siempre se celebra en un día del mes lunar en el que la edad de la luna está entre la 15.ª luna o la 21.ª luna.
Manteniendo el calendario juliano como principal referencia para la cronología y datación, los cristianos organizaron un calendario litúrgico donde se colocaban los recuerdos de los mártires, dando origen a los Martirologios. En estos libros se agregó la indicación de cada fecha del año con un esquema de letras y números que además permiten conocer la edad de la luna en ese mes lunar en cada día del año solar juliano. Este modelo de indicación de la edad de la luna en el Martirologio también tuvo que ser reformado cuando se reformó el calendario gregoriano en 1582, como se puede ver en el Martirologio romano, que acomoda todos los días del año según el nuevo orden del Calendario, que fue reformado por orden del Papa Gregorio XIII.
El calendario lunar, el conocimiento de los meses lunares y la edad de la luna continúan utilizándose para calcular los tiempos de marea o mareas.

## En la cultura popular
- En un año con trece lunas es una película alemana de 1978 dirigida por Rainer Werner Fassbinder.